# Peter Malkin
Peter Zvi Malkin (El seu nom en hebreu és צביקה מלחין, Tzvika Malkhin), (Żółkiewka, 27 de maig de 1927 - Nova York, 27 de febrer de 2005), va ser un cèlebre agent secret israelià, i membre de l'agència d'intel·ligència Mossad.

## Biografia
Nascut com a Zvi Malchin en Zolkiewka, Polònia, va passar la seva infantesa en aquesta ciutat polonesa fins al 1936, quan la seva família va tornar a Palestina per a fugir de l'onada d'antisemitisme. La seva germana Fruma i els seus tres fills, així com 150 familiars seus més, van romandre a Polònia on van morir en l'Holocaust.
Als 12 anys, Malkin va ser reclutat en les milícies clandestines jueves de Palestina. En 1950, va ser convidat a enrolar-se en el servei de seguretat del nou Estat jueu, Mossad, com a expert en explosius i pels seus coneixements en arts marcials. Malkin va romandre en aquest organisme durant 27 anys, primer com a agent i després com cap d'operacions.
En aquest càrrec va encapçalar les operacions d'intel·ligència més celebrades a Israel, entre elles l'arrest del doctor Israel Beer, un espia soviètic que havia penetrat als nivells més alts del govern israelià, fins al punt que va arribar a ocupar-se com ajudant militar de David Ben-Gurion. Malkin va assolir detenir-lo quan Beer lliurava documents confidencials del govern israelià en l'ambaixada soviètica. L'espia soviètic va morir anys després a la presó, sense que es conegués la seva veritable identitat. Una altra de les seves operacions més celebrades va ser el desmantellament d'una xarxa de científics alemanys que treballaven per a Egipte.
Però la seva participació més anomenada es va produir al maig de 1960, quan encapçalant un escamot israelià va viatjar a Argentina, assolint situar, segrestar i dur fins a Israel al jerarca nazi Adolf Eichmann, en la denominada Operació Garibaldi.Malkin va ser el primer a interceptar a Eichmann, per a després reduir-lo i pujar-lo a un automòbil que esperava en les proximitats. L'agent israelià li tenia tanta aprensió a la seva presa que s'havia comprat uns guants de cuir per a evitar tocar-lo.
"Jo no li anava a tapar la boca amb les meves mans a qui donà l'ordre per a assassinar la meva germana, els seus fills i tanta gent". Peter Malkin.
Des que va deixar la seva carrera en els serveis d'intel·ligència israelianes en 1976, Malkin es va dedicar a la pintura, activitat que li havia servit de pantalla en els seus temps d'agent d'intel·ligència, i repartia el seu temps entre Israel i Estats Units. Des del seu retir, a més, va ser conferenciant i assessor internacional en temes d'antiterrorisme.
A mitjans de la dècada de 1980, Malkin va ser reclutat per capturar l'antic metge de les SS Josef Mengele. Malkin i l'equip d'exagents del Mossad que va reunir no sabien en aquell moment que Mengele ja havia mort. A l'últim moment, Malkin i l'equip van cancel·lar l'operació quan es van adonar que era una trampa.
En 1990 va publicar el llibre "Eichmann a les meves mans", el qual va ser dut al cinema en 1996 amb Robert Duvall en el paper de l'ex-coronel nazi i Arliss Howard interpretant el mateix Malkin.
Peter Malkin i la seva esposa, Roni, van tenir tres fills. Va morir a Nova York el 27 de febrer de 2005.